# Benno Moiseiwitsch
Benno Moiseiwitsch (22 de febrero de 1890 - 9 de abril de 1963) fue un pianista ucraniano.

## Biografía
Nacido en Odesa, Imperio ruso, Moiseiwitsch comenzó sus estudios a los siete años en la Academia de Música de Odesa. Ganó el Premio Antón Rubinstein con nueve años recién cumplidos. Más tarde estudió con Theodor Leschetizky en Viena. Hizo su primera aparición en Londres en 1909 e hizo su debut en Estados Unidos en 1919.  Se estableció en Gran Bretaña y adquirió la nacionalidad británica en 1937.  Moiseiwitsch recibió la distinción de Comandante del Imperio Británico en 1946, por sus constantes contribuciones durante la Segunda Guerra Mundial, ofreciendo cientos de recitales a soldados y obras benéficas.
Se casó con Daisy Kennedy, concertista de violín australiana y tuvo una hija, Tanya Moiseiwitsch.

## Repertorio
Moiseiwitsch fue particularmente conocido por sus interpretaciones del repertorio romántico tardío, especialmente las obras de Serguéi Rajmáninov (que admiraba cómo tocaba y que se refería a Moiseiwitsch como su «heredero espiritual»).  Al piano, Moiseiwitsch destacaba por su elegancia, poesía, fraseo lírico, brillantez y virtuosismo. 
Realizó grabaciones para EMI (La Voz de su Amo) comenzando, por supuesto, con discos a 78 rpm, pero continuando cuando el LP era el nuevo medio. Todas las grabaciones eran en mono. Para Brunswick (Decca Records) grabó Cuadros de una Exposición, de Músorgski, realizado en estéreo y estrenado en SXA 4006, dado a conocer un año antes de su muerte. Su estilo delicado queda especialmente patente en su grabación de la Variaciones sobre un tema de Paganini, de Rajmáninov (Rapsodia Op. 43 de Paganini) y la Barcarola, Balada Nº 4 y Nocturno Op. 62 de Chopin estrenados en HMV CLP 1072. Su grabación de los Conciertos para Piano de Robert Schumann y Edvard Grieg son bien conocidas (HMV CLP 1008). En 1950, el crítico y musicólogo Irving Kolodin dijo acerca de la Balada en Fa de Chopin ejecutada por Moiseiwitsch: "Un toque muy ligero en la primera sección de esta obra, un sentimiento acertado por su cualidad narrativa de «Érase una vez» concede a Moiseiwitsch preeminencia entre los intérpretes de la actualidad...", resumiendo de esta manera la sensibilidad en la ejecución de Benno Moiseiwitsch.
Trabajó meticulosa y amigablemente como músico de cámara, por ejemplo en el Trío Elegíaco y la Sonata para Cello en Sol menor de Rajmáninov. El crítico americano Harold Schonberg alabó la formidable técnica y la manera libre de abordar la música por parte de Moiseiwitsch, añadiendo que tal libertad estaba «siempre atemperada por una musicalidad impecable».

## Discografía
No existe actualmente ninguna reemisión de gran amplitud de la discografía completa de Moiseiwitsch, pero gran parte de su producción grabada está disponible en CD. Aunque hay duplicados, éstos diferirán en calidad debido a las diferentes técnicas de restauración empleadas por las compañías.

### Producciones de Naxos Records Historical
- Vol. 1:- SCHUMANN: Kinderszenen / MUSORGSKY: Pictures at an Exhibition (8.110668)
- Vol. 2:- LISZT: Hungarian Rhapsody / WEBER: Rondo Brillante (8.110669)
- Vol. 3:- TCHAIKOVSKY: Piano Concertos Nos. 1 and 2 (8.110655)
- Vol.4:- RACHMANINOV: Piano Concertos Nos. 1 and 2 (8.110676)
- Vol.5:- GRIEG / SAINT-SAENS: Piano Concertos / LISZT: Hungarian Fantasy (8.110683)
- Vol.6:- DELIUS: Piano Concerto / RAVEL: Jeux d'eau (8.110689)
- Vol.7:- RACHMANINOV: Preludes / MEDTNER: Sonata (8.110675)
- Vol.8:- BEETHOVEN: Piano Concertos Nos. 3 and 5 (8.110776)
- Vol.9:- BEETHOVEN: Piano Sonatas Nos. 8, 14, and 21 (8.111115)
- Vol.10:- MOISEIWITSCH, Benno: Acoustic Recordings 1916-1925 (8.111116)
- Vol.11:- CHOPIN: Piano Works (1917-1927) (8.111117)
- Vol.12:-  CHOPIN: 24 Preludes / Ballades / Fantaisie-Impromptu (1938-1952) (8.111118)
- BEETHOVEN / BRAHMS / FRANCK: Violin Sonatas (Heifetz) — Moiseiwitsch acompaña a Jascha Heifetz en la Sonata Nº 9 en La mayor para Violín, Op. 47, de Beethoven.

### Producciones de Appian Publications & Recordings
- The complete Rachmaninov recordings 1937-43 (APR 5505)
- Benno Moiseiwitsch plays SAINT-SAENS Concerto 2 / GRIEG Concerto / LISZT Hungarian Fantasia (APR 5529)
- Benno Moiseiwitsch plays Beethoven Volume 1 (APR 5530)
- Benno Moiseiwitsch plays Beethoven Volume 2 (APR 5610)
- Benno Moiseiwitsch plays Chopin Volume 1 (APR 5575)
- Benno Moiseiwitsch plays Chopin Volume 2 (APR 5576)
- Benno Moiseiwitsch plays Tchaikovsky

### Producciones de Pearl
- Benno Moiseiwitsch - The Complete Acoustic Recordings (0142)
- Benno Moiseiwitsch Vol 1 - Brahms, Mendelssohn, Et Al (9135)
- Moiseiwitsch In Recital (9192)

### Producciones de Testament
- Benno Moiseiwitsch Plays Schumann & Brahms (1023)
- Chopin, Schumann, Weber, Medtner, Et Al / Benno Moiseiwitsch (1196)
- Delius: Concertos For Violin And Piano, Legende, Etc (1014)
- Moiseiwitsch - Schumann, Grieg: Piano Concertos (1187)

### Otras producciones
- Moisewitsch In Recital - Chopin, Stravinsky, Liszt (ARBITER 120)
- Rachmaninov Piano Concerto No.2, Beethoven Piano Concerto No.5 (BBC LEGENDS 4074)
- Benno Moiseiwitsch (Great Pianists of the 20th Century series by Phillips)
- Benno Moiseiwitsch (GHCH 2326 Label: Guild Historical) — Grabación en directo del Concierto para Piano de Delius y de la Rapsodia sobre un Tema de Paganini de Rajmáninov en el Proms, como se conoce a The Henry Wood Promenade Concerts de la BBC, en 1955. También está incluida una grabación de estudio del Segundo Concierto para Piano de Rajmáninov, también de 1955.

## Filmografía
- Georges Cziffra (EMI DVD Classics 4906819) — Metraje extra de Moiseiwitsch tocando la Obertura de Tannhauser de Wagner-Liszt
- The Art of Piano: Great Pianists of the 20th Century — Moiseiwitsch toca el Concierto para Piano Nº 2 (extracto), el Preludio en Si menor Op.32 (el comienzo contiene comentarios) y habla sobre una conversación mantenida con Rajmáninov.